# Berlinale 1960

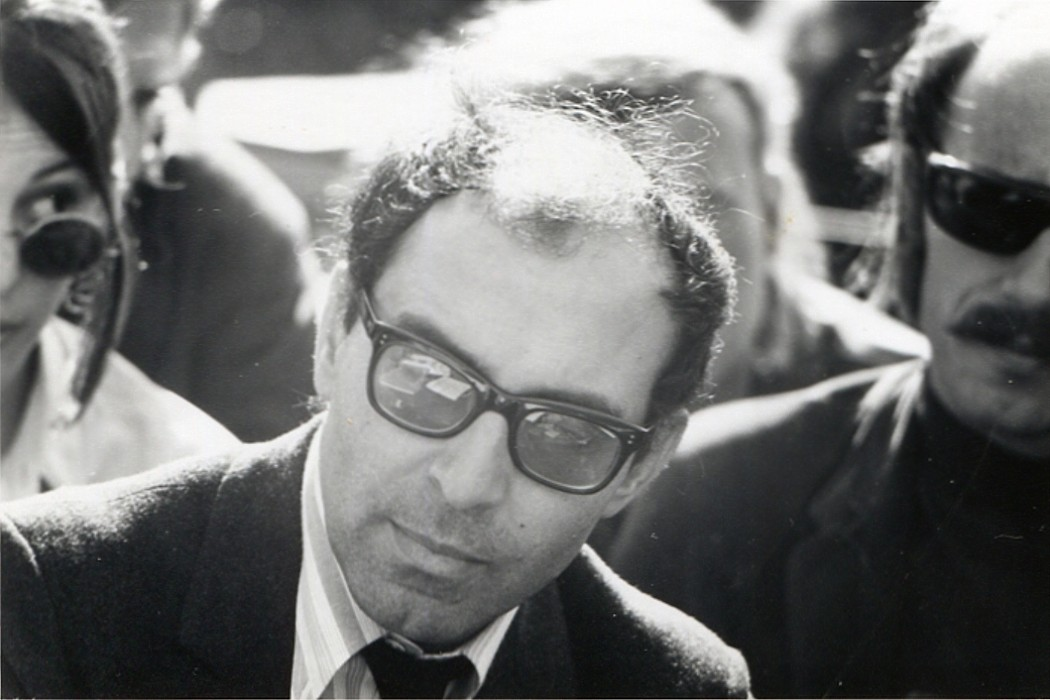
Jean-Luc Godard à Berkeley en 1968

La Berlinale 1960 était le 10e festival du film de Berlin et s'est déroulée du 24 juin 1960 au 5 juillet 1960.

## Jury
- Harold Lloyd (Président du jury)
- Georges Auric
- Henry Reed[Lequel ?]
- Sohrab Modi
- Floris Luigi Ammannati
- Hidemi Ima
- Joaquín de Entrambasaguas
- Frank Wisbar
- Georg Ramseger
- Werner R. Heymann
- Eva Staar

## Palmarès
- Ours d'or : El lazarillo de Tormes de César Fernández Ardavín
- Ours d'argent du meilleur acteur : Fredric March pour Procès de singe de Stanley Kramer
- Ours d'argent de la meilleure actrice : Juliette Mayniel pour Je ne voulais pas être un nazi de Wolfgang Staudte
- Ours d'argent du meilleur réalisateur : Jean-Luc Godard pour À bout de souffle